# The Great War of Archimedes
Pour plus de détails, voir Fiche technique et Distribution.
The Great War of Archimedes (アルキメデスの大戦, Arukimedesu no taisen, litt. « La Grande guerre d'Archimède ») est un film de guerre japonais écrit et réalisé par Takashi Yamazaki, qui s'occupe également de la production des effets visuels, et sorti en 2019 au Japon. C'est l’adaptation du manga homonyme (ja) de Norifusa Mita (en) publié depuis 2015 dans le Weekly Young Magazine.

## Synopsis
En 1933, alors que l'État-major de la Marine impériale japonaise s'attelle à la construction du plus grand cuirassé du monde nommé le Yamato, le contre-amiral Isoroku Yamamoto, opposé à ce projet, recrute le jeune officier Tadashi Kai, prodige des mathématiques, qui s'interroge sur les différences entre les coûts prévus du projet et les dépenses réelles et ne tarde pas à découvrir un complot au sein de la marine.

## Fiche technique
- Titre original : アルキメデスの大戦 (Arukimedesu no taisen?)
- Titre international : The Great War of Archimedes
- Réalisation : Takashi Yamazaki
- Scénario : Takashi Yamazaki
- Photographie : Kōzō Shibasaki (ja)
- Montage : Ryūji Miyajima (ja)
- Décors : Anri Jōjō (ja)
- Costumes : Aiko Mizushima
- Son : Akihiko Okase
- Musique : Naoki Satō
- Société de production : Robot Communications (en)
- Société de distribution : Tōhō
- Pays d’origine :  Japon
- Langue originale : japonais
- Format : couleur - 2,35:1
- Genre : guerre, historique et dramatique
- Durée : 130 minutes[1]
- Date de sortie :
  - Japon : 26 juillet 2019[1]

## Distribution
- Masaki Suda : Tadashi Kai
- Hiroshi Tachi (en) : Isoroku Yamamoto
- Minami Hamabe : Kyoko Ozaki
- Tasuku Emoto (en) : Shojiro Tanaka
- Shōfukutei Tsurube II (en) : Kiyoshi Osato
- Katsuya Kobayashi (en) : Mineo Ōsumi
- Fumiyo Kohinata : Uno
- Jun Kunimura : Osami Nagano
- Isao Hashizume : Shigetarō Shimada
- Min Tanaka : Tadamichi Hirayama

## Accueil
The Great War of Archimedes totalise plus de 16 millions $ au box-office japonais de 2019.

## Distinctions
Lors des Japan Academy Prize de 2020, Masaki Suda est sélectionné pour le prix du meilleur acteur, Tasuku Emoto (en) pour celui du meilleur acteur dans un second rôle, Anri Jōjō (ja) pour le prix des meilleurs décors  et Ryūji Miyajima (ja) pour le prix du meilleur montage.